# Грюнберг, Кира
Кира Грюнберг (нем. Kira Grünberg, род. 13 августа 1993 года, Инсбрук, Австрия) — австрийская прыгунья с шестом, шестикратная чемпионка Австрии — трижды на открытом воздухе (2012, 2013, 2014) и трижды в помещении (2013, 2014, 2015), обладательница национального рекорда Австрии. Депутат Национального совета Австрии (с 2017 года).

## Биография и карьера
Кира Грюнберг родилась 13 августа 1993 года в Инсбруке, Австрия. У неё есть старшая сестра Брит (род. 1991), которая занималась метанием диска.
Кира дебютировала на международных соревнованиях в 2009 году на чемпионате мира среди юношей в Брессаноне, где заняла 10 место. Лучшим результатом в её карьере стала победа на Европейских играх 2015 года в Баку с рекордом соревнований. С 2012 по 2015 годы служила в сухопутных войсках Австрии, дослужившись до звания капрала.
30 июля 2015 года на тренировке в Инсбруке Кира после осуществления прыжка неудачно приземлилась рядом с ковриком на голову и шею. У неё были раздроблены шейные позвонки. После нескольких часов операции в Медицинском университете Инсбрука, хирурги дали неутешительный диагноз — у Киры параплегия, её тело остаётся парализованным ниже 5 позвонка и дальнейшее продолжение спортивной карьеры невозможно. С тех пор она прикована к инвалидному креслу, у неё сохранилась подвижность головы и рук. В настоящее время живёт в городе Кематен-ин-Тироль.
В 2017 году после парламентских выборов Кира была избрана десятым представителем от Австрийской народной партии. 9 ноября 2017 года вступила в должность депутата Национального совета Австрии.

## Основные результаты
| Год  | Соревнования                                | Место проведения   | Место  | Результат |
| ---- | ------------------------------------------- | ------------------ | ------ | --------- |
| 2009 | Чемпионат мира среди юношей                 | Брессаноне, Италия | 10     | 3,80 м    |
| 2009 | Европейский юношеский Олимпийский фестиваль | Тампере, Финляндия | 5      | 3,65 м    |
| 2010 | Чемпионат мира среди юниоров                | Монктон, Канада    | 15 (q) | 3,85 м    |
| 2010 | Летние юношеские Олимпийские игры           | Сингапур           | 5      | 3,90 м    |
| 2011 | Чемпионат Европы среди юниоров              | Таллин, Эстония    | 18 (q) | 3,90 м    |
| 2012 | Чемпионат мира среди юниоров                | Барселона, Испания | 4      | 4,15 м    |
| 2013 | Чемпионат Европы среди молодёжи             | Тампере, Финляндия | 10     | 4,15 м    |
| 2014 | Чемпионат Европы                            | Цюрих, Швейцария   | 11     | NM        |
| 2015 | Чемпионат Европы в помещении                | Прага, Чехия       | 16 (q) | 4,30 м    |
| 2015 | Европейские игры                            | Баку, Азербайджан  | 1      | 4,35 м    |
| 2015 | Чемпионат Европы среди молодёжи             | Таллин, Эстония    | 4      | 4,25 м    |